# Robert Heinrich Wagner
Robert Heinrich Wagner (ur. 13 października 1895 w Lindach bei Eberbach am Neckar, zm. 14 sierpnia 1946 w Fort Ney k. Belfortu) – polityk nazistowski, oficer Reichswehry, uczestnik puczu monachijskiego, w związku z czym usunięty z wojska, od 1925 gauleiter NSDAP w Badenii, od 1933 Komisarz Rzeszy na ten kraj, od 1940 szef administracji cywilnej w okupowanej Alzacji. Po zakończeniu II wojny światowej aresztowany, skazany na śmierć i stracony.